# Тьягу Мендіш
Тья́гу Кардо́зу Ме́ндіш (порт. Tiago Cardoso Mendes, МФА: [tiˈaɣu kɐɾˈðozu ˈmẽdɨʃ]), нар. 2 травня 1981, Віана-ду-Каштелу) — португальський футболіст, що грав на позиції півзахисника, зокрема за клуб «Атлетіко», а також національну збірну Португалії. По завершенні ігрової кар'єри — тренер.

## Клубна кар'єра
Починав кар'єру у клубі Спортінг (Брага). Потім перебрався до «Бенфіки», де його видатна гра дозволила в 2004 році перейти в «Челсі». Там, щоправда, в основний склад пробитися не вдалося, зате вдалося це зробити в «Ліоні», а потім у «Ювентусі», куди він перебрався в 2007-му. У «Юве» з часом він також втратив довіру тренера. 
У сезоні 2009/10 він провів другу половину в оренді в мадридському «Атлетіко». Згодом орендну угоду було подовжено до завершення сезону 2010/11, після чого португалець уклав з «Атлетіко» повноцінну угоду і захищав кольори клубу до завершення кар'єри у 2017 році.

## Виступи за збірні
Протягом 2000–2002 років залучався до складу молодіжної збірної Португалії. На молодіжному рівні зіграв у 21 офіційному матчі, забив 2 голи.
2002 року дебютував в офіційних матчах у складі національної збірної Португалії.
У складі збірної був учасником чемпіонату Європи 2004 року у Португалії, де разом з командою здобув «срібло», чемпіонату світу 2006 року у Німеччині, чемпіонату світу 2010 року у ПАР.
Загалом протягом кар'єри у національній команді, яка тривала 14 років, провів у її формі 66 матчів, забивши 3 голи.

## Кар'єра тренера
Завершивши виступи на футбольному полі 2017 року, залишився у структурі мадридського «Атлетіко», де отримав посаду асистента головного тренера.
Згодом протягом 2019–2020 років працював на аналогічній посаді у тренерському штабі молодіжної збірної Португалії, після чого деякий час був головним тренером «Віторії» (Гімарайнш).

## Статистика виступів

### Статистика клубних виступів
| Сезон                | Команда              | Чемпіонат            | Чемпіонат | Чемпіонат | Національний кубок | Національний кубок | Національний кубок | Континентальні кубки | Континентальні кубки | Континентальні кубки | Інші змагання | Інші змагання | Інші змагання | Усього | Усього |
| Сезон                | Команда              | Ліга                 | Ігор      | Голів     | Ліга               | Ігор               | Голів              | Ліга                 | Ігор                 | Голів                | Ліга          | Ігор          | Голів         | Ігор   | Голів  |
| -------------------- | -------------------- | -------------------- | --------- | --------- | ------------------ | ------------------ | ------------------ | -------------------- | -------------------- | -------------------- | ------------- | ------------- | ------------- | ------ | ------ |
| 1999–00              | «Брага»              | ПЛ                   | 18        | 1         | КП                 | 0                  | 0                  | -                    | -                    | -                    | -             | -             | -             | 18     | 1      |
| 2000–01              | «Брага»              | ПЛ                   | 27        | 0         | КП                 | 1                  | 0                  | -                    | -                    | -                    | -             | -             | -             | 28     | 0      |
| 2001-січ. 2002       | «Брага»              | ПЛ                   | 17        | 3         | КП                 | 2                  | 0                  | -                    | -                    | -                    | -             | -             | -             | 19     | 3      |
| Усього за «Брага»    | Усього за «Брага»    | Усього за «Брага»    | 62        | 4         |                    | 3                  | 0                  |                      |                      |                      |               |               |               | 65     | 4      |
| січ.-черв. 2002      | «Бенфіка»            | ПЛ                   | 15        | 1         | КП                 | -                  | -                  | -                    | -                    | -                    | -             | -             | -             | 15     | 1      |
| 2002–03              | «Бенфіка»            | ПЛ                   | 31        | 13        | КП                 | 0                  | 0                  | -                    | -                    | -                    | -             | -             | -             | 31     | 13     |
| 2003–04              | «Бенфіка»            | ПЛ                   | 29        | 5         | КП                 | 3                  | 2                  | КУЄФА                | 8                    | 3                    | -             | -             | -             | 40     | 10     |
| Усього за «Бенфіка»  | Усього за «Бенфіка»  | Усього за «Бенфіка»  | 75        | 19        |                    | 3                  | 2                  |                      | 8                    | 3                    |               |               |               | 86     | 24     |
| 2004–05              | «Челсі»              | ПЛ                   | 34        | 4         | КА+КЛ              | 2+4                | 0                  | ЛЧ                   | 11                   | 0                    | СА            | 1             | 0             | 52     | 4      |
| 2005–06              | «Ліон»               | Л1                   | 29        | 6         | КФ+КЛ              | 3+0                | 0                  | ЛЧ                   | 8                    | 2                    | -             | -             | -             | 40     | 8      |
| 2006–07              | «Ліон»               | Л1                   | 27        | 4         | КФ+КЛ              | 2+3                | 0                  | ЛЧ                   | 8                    | 2                    | СФ            | 0             | 0             | 40     | 6      |
| Усього за «Ліон»     | Усього за «Ліон»     | Усього за «Ліон»     | 56        | 10        |                    | 8                  | 0                  |                      | 16                   | 4                    |               | 0             | 0             | 80     | 14     |
| 2007–08              | «Ювентус»            | A                    | 20        | 0         | КІ                 | 3                  | 0                  | -                    | -                    | -                    | -             | -             | -             | 23     | 0      |
| 2008–09              | «Ювентус»            | A                    | 15        | 0         | КІ                 | 2                  | 0                  | ЛЧ                   | 3                    | 0                    | -             | -             | -             | 20     | 0      |
| 2009-січ. 2010       | «Ювентус»            | A                    | 7         | 0         | КІ                 | 0                  | 0                  | ЛЧ                   | 3                    | 0                    | -             | -             | -             | 10     | 0      |
| Усього за «Ювентус»  | Усього за «Ювентус»  | Усього за «Ювентус»  | 42        | 0         |                    | 5                  | 0                  |                      | 6                    | 0                    |               |               |               | 53     | 0      |
| січ.-черв. 2010      | «Атлетіко»           | ПД                   | 18        | 2         | КІ                 | 5                  | 1                  | -                    | -                    | -                    | -             | -             | -             | 23     | 3      |
| 2010–11              | «Атлетіко»           | ПД                   | 31        | 4         | КІ                 | 2                  | 0                  | ЛЄ                   | 6                    | 1                    | -             | -             | -             | 39     | 5      |
| 2011–12              | «Атлетіко»           | ПД                   | 24        | 0         | КІ                 | 0                  | 0                  | ЛЄ                   | 8                    | 0                    | -             | -             | -             | 32     | 0      |
| 2012–13              | «Атлетіко»           | ПД                   | 22        | 2         | КІ                 | 3                  | 0                  | ЛЄ                   | 5                    | 0                    | -             | -             | -             | 30     | 2      |
| 2013–14              | «Атлетіко»           | ПД                   | 23        | 2         | КІ                 | 3                  | 0                  | ЛЧ                   | 7                    | 0                    | СІ            | 0             | 0             | 33     | 2      |
| 2014–15              | «Атлетіко»           | ПД                   | 31        | 5         | КІ                 | 1                  | 0                  | ЛЧ                   | 4                    | 0                    | СІ            | 1             | 0             | 37     | 5      |
| 2015–16              | «Атлетіко»           | ПД                   | 14        | 1         | КІ                 | 0                  | 0                  | ЛЧ                   | 5                    | 0                    | -             | -             | -             | 19     | 1      |
| 2016–17              | «Атлетіко»           | ПД                   | 12        | 1         | КІ                 | 0                  | 0                  | ЛЧ                   | 3                    | 0                    | -             | -             | -             | 15     | 1      |
| Усього за «Атлетіко» | Усього за «Атлетіко» | Усього за «Атлетіко» | 175       | 17        |                    | 14                 | 1                  |                      | 38                   | 1                    |               | 1             | 0             | 228    | 19     |
| Усього за кар'єру    | Усього за кар'єру    | Усього за кар'єру    | 444       | 54        |                    | 39                 | 3                  |                      | 79                   | 8                    |               | 2             | 0             | 564    | 65     |

### Статистика виступів за збірну
| Дата       | Місто              | Господарі            | Результат               | Гості                | Турнір                | Голи | Примітки |
| ---------- | ------------------ | -------------------- | ----------------------- | -------------------- | --------------------- | ---- | -------- |
| 20-11-2002 | Брага              | Португалія           | 2 – 0                   | Шотландія            | товариський матч      | -    | 83'      |
| 12-2-2003  | Генуя              | Італія               | 1 – 0                   | Португалія           | товариський матч      | -    | 71'      |
| 30-4-2003  | Ейндговен          | Нідерланди           | 1 – 1                   | Португалія           | товариський матч      | -    | 38'      |
| 10-6-2003  | Лісабон            | Португалія           | 4 – 0                   | Болівія              | товариський матч      | -    |          |
| 11-10-2003 | Лісабон            | Португалія           | 5 – 3                   | Албанія              | товариський матч      | -    | 46'      |
| 18-2-2004  | Фару               | Португалія           | 1 – 1                   | Англія               | товариський матч      | -    | 61'      |
| 31-3-2004  | Брага              | Португалія           | 2 – 1                   | Італія               | товариський матч      | -    | 46'      |
| 28-4-2004  | Коїмбра            | Португалія           | 2 – 2                   | Швеція               | товариський матч      | -    | 46'      |
| 29-5-2004  | Агеда              | Португалія           | 3 – 0                   | Люксембург           | товариський матч      | -    | 59'      |
| 5-6-2004   | Сетубал            | Португалія           | 4 – 1                   | Литва                | товариський матч      | -    | 64'      |
| 9-10-2004  | Вадуц              | Ліхтенштейн          | 2 – 2                   | Португалія           | Відбір до ЧС 2006     | -    | 46' 70'  |
| 17-11-2004 | Люксембург         | Люксембург           | 0 – 5                   | Португалія           | Відбір до ЧС 2006     | -    | 71'      |
| 9-2-2005   | Дублін             | Ірландія             | 1 – 0                   | Португалія           | товариський матч      | -    | 46'      |
| 4-6-2005   | Лісабон            | Португалія           | 2 – 0                   | Словаччина           | Відбір до ЧС 2006     | -    | 88'      |
| 8-6-2005   | Таллінн            | Естонія              | 0 – 1                   | Португалія           | Відбір до ЧС 2006     | -    | 88'      |
| 17-8-2005  | Понта-Делгада      | Португалія           | 2 – 0                   | Єгипет               | товариський матч      | -    |          |
| 8-10-2005  | Авейру             | Португалія           | 2 – 1                   | Ліхтенштейн          | Відбір до ЧС 2006     | -    | 71'      |
| 12-10-2005 | Порту              | Португалія           | 3 – 0                   | Латвія               | Відбір до ЧС 2006     | -    | 27'      |
| 12-11-2005 | Коїмбра            | Португалія           | 2 – 0                   | Хорватія             | товариський матч      | -    | 78'      |
| 15-11-2005 | Белфаст            | Північна Ірландія    | 1 – 1                   | Португалія           | товариський матч      | -    | 76'      |
| 27-5-2006  | Евора              | Португалія           | 4 – 1                   | Кабо-Верде           | товариський матч      | -    | 66'      |
| 3-6-2006   | Мец                | Португалія           | 3 – 0                   | Люксембург           | товариський матч      | -    | 67'      |
| 11-6-2006  | Кельн              | Португалія           | 1 – 0                   | Ангола               | ЧС 2006 - 1-й етап    | -    | 82'      |
| 17-6-2006  | Франкфурт-на-Майні | Португалія           | 2 – 0                   | Іран                 | ЧС 2006 - 1-й етап    | -    | 80'      |
| 21-6-2006  | Гельзенкірхен      | Португалія           | 2 – 1                   | Мексика              | ЧС 2006 - 1-й етап    | -    |          |
| 25-6-2006  | Нюрнберг           | Португалія           | 1 – 0                   | Нідерланди           | ЧС 2006 - 1/8 фіналу  | -    | 84'      |
| 1-7-2006   | Гельзенкірхен      | Португалія           | 0 – 0 д.ч. (3 – 1 п.п.) | Англія               | ЧС 2006 - чвертьфінал | -    | 74'      |
| 1-9-2006   | Копенгаген         | Данія                | 4 – 2                   | Португалія           | товариський матч      | -    | 46'      |
| 6-9-2006   | Гельсінкі          | Фінляндія            | 1 – 1                   | Португалія           | Відбір до ЧЄ 2008     | -    | 85'      |
| 7-10-2006  | Порту              | Португалія           | 3 – 0                   | Азербайджан          | Відбір до ЧЄ 2008     | -    | 64'      |
| 11-10-2006 | Хожув              | Польща               | 2 – 1                   | Португалія           | Відбір до ЧЄ 2008     | -    | 46'      |
| 15-11-2006 | Коїмбра            | Португалія           | 3 – 0                   | Казахстан            | Відбір до ЧЄ 2008     | -    |          |
| 6-2-2007   | Лондон             | Португалія           | 2 – 0                   | Бразилія             | товариський матч      | -    | 67'      |
| 24-3-2007  | Лісабон            | Португалія           | 4 – 0                   | Бельгія              | Відбір до ЧЄ 2008     | -    |          |
| 28-3-2007  | Белград            | Сербія               | 1 – 1                   | Португалія           | Відбір до ЧЄ 2008     | 1    |          |
| 2-6-2007   | Брюссель           | Бельгія              | 1 – 2                   | Португалія           | Відбір до ЧЄ 2008     | -    |          |
| 5-6-2007   | Ель-Кувейт         | Кувейт               | 1 – 1                   | Португалія           | товариський матч      | -    | 46'      |
| 22-8-2007  | Єреван             | Вірменія             | 1 – 1                   | Португалія           | Відбір до ЧЄ 2008     | -    |          |
| 19-11-2008 | Бразиліа           | Бразилія             | 6 – 2                   | Португалія           | товариський матч      | -    | 46'      |
| 11-2-2009  | Фару               | Португалія           | 1 – 0                   | Фінляндія            | товариський матч      | -    | 46'      |
| 28-3-2009  | Порту              | Португалія           | 0 – 0                   | Швеція               | Відбір до ЧС 2010     | -    | 61'      |
| 31-3-2009  | Лозанна            | Португалія           | 2 – 0                   | ПАР                  | товариський матч      | -    | 74'      |
| 10-6-2009  | Таллінн            | Естонія              | 0 – 0                   | Португалія           | товариський матч      | -    |          |
| 12-8-2009  | Вадуц              | Ліхтенштейн          | 0 – 3                   | Португалія           | товариський матч      | -    | 54'      |
| 5-9-2009   | Копенгаген         | Данія                | 1 – 1                   | Португалія           | Відбір до ЧС 2010     | -    | 46'      |
| 9-9-2009   | Будапешт           | Угорщина             | 0 – 1                   | Португалія           | Відбір до ЧС 2010     | -    | 90'      |
| 14-11-2009 | Лісабон            | Португалія           | 1 – 0                   | Боснія і Герцеговина | Відбір до ЧС 2010     | -    | 84'      |
| 18-11-2009 | Зениця             | Боснія і Герцеговина | 1 – 1                   | Португалія           | Відбір до ЧС 2010     | -    |          |
| 3-3-2010   | Коїмбра            | Португалія           | 2 – 0                   | КНР                  | товариський матч      | -    | 46'      |
| 24-5-2010  | Ковілян            | Португалія           | 0 – 0                   | Кабо-Верде           | товариський матч      | -    | 56'      |
| 8-6-2010   | Йоганнесбург       | Португалія           | 3 – 0                   | Мозамбік             | товариський матч      | -    | 61'      |
| 15-6-2010  | Гебеха             | Кот-д'Івуар          | 0 – 0                   | Португалія           | ЧС 2010 - 1-й етап    | -    | 62'      |
| 21-6-2010  | Кейптаун           | Португалія           | 7 – 0                   | Північна Корея       | ЧС 2010 - 1-й етап    | 2    |          |
| 25-6-2010  | Дурбан             | Португалія           | 0 – 0                   | Бразилія             | ЧС 2010 - 1-й етап    | -    | 31'      |
| 29-6-2010  | Кейптаун           | Іспанія              | 1 – 0                   | Португалія           | ЧС 2010 - 1/8 фіналу  | -    | 80'      |
| 7-9-2010   | Осло               | Норвегія             | 1 – 0                   | Португалія           | Відбір до ЧЄ 2012     | -    | 72'      |
| 8-10-2010  | Порту              | Португалія           | 3 – 1                   | Данія                | Відбір до ЧЄ 2012     | -    | 75'      |
| 12-10-2010 | Рейк'явік          | Ісландія             | 1 – 3                   | Португалія           | Відбір до ЧЄ 2012     | -    | 77' 79'  |
| 11-10-2014 | Сен-Дені           | Франція              | 2 – 1                   | Португалія           | товариський матч      | -    | 68'      |
| 14-10-2014 | Копенгаген         | Данія                | 0 – 1                   | Португалія           | Відбір до ЧЄ 2016     | -    | 84'      |
| 14-11-2014 | Фару               | Португалія           | 1 – 0                   | Вірменія             | Відбір до ЧЄ 2016     | -    | 36'      |
| 18-11-2014 | Манчестер          | Аргентина            | 0 – 1                   | Португалія           | товариський матч      | -    | 57' 78'  |
| 29-3-2015  | Лісабон            | Португалія           | 2 – 1                   | Сербія               | Відбір до ЧЄ 2016     | -    |          |
| 13-6-2015  | Єреван             | Вірменія             | 2 – 3                   | Португалія           | Відбір до ЧЄ 2016     | -    | 33', 62' |
| 16-6-2015  | Женева             | Італія               | 0 – 1                   | Португалія           | товариський матч      | -    | 46'      |
| 8-10-2015  | Брага              | Португалія           | 1 – 0                   | Данія                | Відбір до ЧЄ 2016     | -    |          |
| Усього     |                    | Матчів               | 66                      |                      | Голів                 | 3    |          |

## Досягнення
- Бенфіка:
  - Володар Кубка Португалії: 2003–04

- Челсі:
  - Чемпіон Англії: 2004–05
  - Володар Кубка Футбольної ліги: 2004–05
  - Володар Суперкубка Англії: 2005

- Олімпік (Ліон):
  - Чемпіон Франції: 2005–06, 2006–07
  - Володар Суперкубка Франції: 2005, 2006

- Атлетіко (Мадрид):
  - Чемпіон Іспанії: 2013-14
  - Володар кубка Іспанії: 2012–13
  - Володар Суперкубка Іспанії: 2014
  - Володар Ліги Європи УЄФА: 2011–12
  - Володар Суперкубка УЄФА: 2010, 2012

- Португалія:
  - Віце-чемпіон Європи: 2004